# Pseudophoraspis argillacea
Pseudophoraspis argillacea är en kackerlacksart som beskrevs av Anisyutkin 1999. Pseudophoraspis argillacea ingår i släktet Pseudophoraspis och familjen jättekackerlackor. Inga underarter finns listade i Catalogue of Life.